# Xian de Liangping
Le xian de Liangping (梁平县 ; pinyin : Liángpíng Xiàn) est une subdivision de la municipalité de Chongqing en Chine.

## Géographie
Sa superficie est de 1 890 km².

## Démographie
La population du district était de 876 139 habitants en 1999, et de 880 000 habitants en 2004.